# Monique van de Ven
Monica Maria Theresia "Monique" van de Ven (Zeeland, 28 de julho de 1952) é uma atriz e diretora neerlandesa.

## Filmografia

### Como atriz
- Turks Fruit (1973)
- Dakota (1974)
- Way Out (1974)
- Katie Tippel (1975)
- The Last Train (1975)
- Anita Drögemöller und die Ruhe an der Ruhr (1976)
- Doctor Vlimmen (1977)
- Inheritance (1978)
- Stunt Rock (1978)
- A Woman Like Eve (1979)
- Splitting Up (1979)
- Hoge hakken, echte liefde (1981)
- Breach of Contract (1982)
- Breathless (1982)
- Burning Love (1983)
- The Scorpion (1984)
- De Aanslag (1986)
- A Month Later (1987)
- Iris (1987)[3]
- Amsterdamned (1988)
- Paint It Black (1989)
- De Kassière (Lily Was Here) (1989)
- Romeo (1990)
- The Man Inside (1990)
- Eline Vere (1991)
- The Johnsons (1992)
- Long Live the Queen (1995)
- De Bovenman (2001)
- The Discovery of Heaven (2001)
- Amazones (2004)
- Daylight (2013)
- Doris (2018)

### Como diretora
- Mama's Proefkonijn (1996)
- Summer Heat (2008)[4]